# Japanagromyza trientis
Japanagromyza trientis är en tvåvingeart som beskrevs av Spencer 1962. Japanagromyza trientis ingår i släktet Japanagromyza och familjen minerarflugor.
Artens utbredningsområde är Thailand. Inga underarter finns listade i Catalogue of Life.